# Zając kusy
Zając kusy, dawniej zając japoński (Lepus brachyurus) – gatunek ssaka z rodziny zającowatych (Leporidae) występujący endemicznie w Japonii.

## Taksonomia
Holenderski zoolog Coenraad Jacob Temminck opisał zająca japońskiego w 1844 roku. Epitet gatunkowy ( brachyurus ) pochodzi od starogreckiego słowa brachys oznaczającego „krótki”  i oura oznaczające „ogon”.
Radziecki teriolog Aleksiej Guriejew w 1964 roku umieścił gatunek w podrodzaju Coprolagus, zaś rosyjski paleontolog Aleksandr Awierjanow w 1998 roku w podrodzaju Eulagos. Pierwotnie zająca mandżurskiego zaliczano jako podgatunek zająca kusego, nim został uznany za osobny takson.

## Morfologia
Długość ciała (bez ogona) 450–540 mm, długość ogona 20–50 mm, długość ucha 76–83 mm, długość tylnej stopy 120–150 mm; masa ciała 2,1–2,6 kg.
Zając japoński to stosunkowo niewielki gatunek zająca o krótkich uszach i ogonie. Bocznie kształt czaszki jest łukowaty, z potylicą opadającą w dół. Ogon bardzo krótki i niewidoczny do tego stopnia, że sprawia wrażenie, iż zając kusy jest gatunkiem bez ogona. Ubarwienie ciała jest bardzo zmienne i waha się od jasnoczerwonobrązowego do ciemnobrązowoszarego, ze zmienną ilością bieli na głowie i nogach. W rejonach północnej Japonii, na zachodnim wybrzeżu i wyspie Sado, gdzie opady śniegu są obfite, obserwuje się zmianę koloru sierści na biały w okresie zimowym. Jedynie końcówki uszu pozostają czarne przez cały rok.

## Zasięg występowania
Jest gatunkiem endemicznym na Japonii. Występuje na głównych wyspach japońskich, z wyjątkiem Hokkaido. 

## Ekologia

### Siedlisko
Zając kusy zamieszkuje otwarte pola i rzadkie lasy od nizin po strefę alpejską.

### Tryb życia
Zając japoński jest zwierzęciem aktywnym o zmierzchu, żywiącym się głównie wieczorem i wczesnym rankiem. Jest cichy, chyba że jest w niebezpieczeństwie i wtedy daje sygnał o niebezpieczeństwie. Czasami może zajmować nory. Jest to zwierzę samotnicze, z wyjątkiem okresu godowego, kiedy samce i samice zbierają się w celu rozrodu. 

### Pokarm
Zając japoński czerpie większość składników odżywczych z roślinności rosnącej w jego naturalnym środowisku i wokół niego. Latem spożywa trawy, rośliny strączkowe, gwiazdnicę, rdest i zboża. Zimą jest kora i liście z młodych drzew takich kryptomeria japońska, klon tatarski, paulownia; eleuterokok, aralia i rośliny z rodziny bobowatych. Zając japoński jest jednym z niewielu zajęcy, który zjada korę drzew i robi to okazjonalnie, co może powodować poważne szkody w drzewach i lasach. Czasami zjadają korę z drzew bonsai. 
Tak jak inne gatunki zającowatych, zając kusy wytwarza dwa rodzaje kału, z których jeden spożywa w celu wydobycia jak największej ilości składników odżywczych z trudnych do strawienia roślin. Jednak unikalną cechą gatunku jest to, że zjada zarówno miękkie, jak i twarde odchody — zaobserwowano, że miękkie odchody po prostu połykają, a twarde przeżuwają. Istnieje również pozytywna zależność między brakiem dostępnego pokarmu a częstszym spożywaniem twardych odchodów. 

### Rozmnażanie
System godowy jest promiskuitywny. Samce gonią samice i boksują się, aby odstraszyć rywali. Czas kopulacji, wraz z zachowaniami godowymi, jest bardzo krótki (1–2 minuty). Sezon rozrodczy trwa od lutego do lipca, a młode rodzą się między kwietniem a sierpniem, głównie w maju i czerwcu, kiedy wielkość miotu jest również największa. Średnia wielkość miotu wynosi maksymalnie cztery, a samice osiągają dojrzałość płciową w wieku dziesięciu miesięcy. 

## Status ochronny
W latach 90. XX wieku 500 tys. zajęcy kusych było rocznie odstrzeliwanych przez 140 tys. myśliwych, a wiele więcej ginęło w celu zapobiegania szkodom w szkółkach leśnych.

## Odniesienia w kulturze
Zając z Inaby zajmuje ważne miejsce w mitologii japońskiej jako nieodłączna część legendy o bogu shintoistycznym Ōkuninushim.

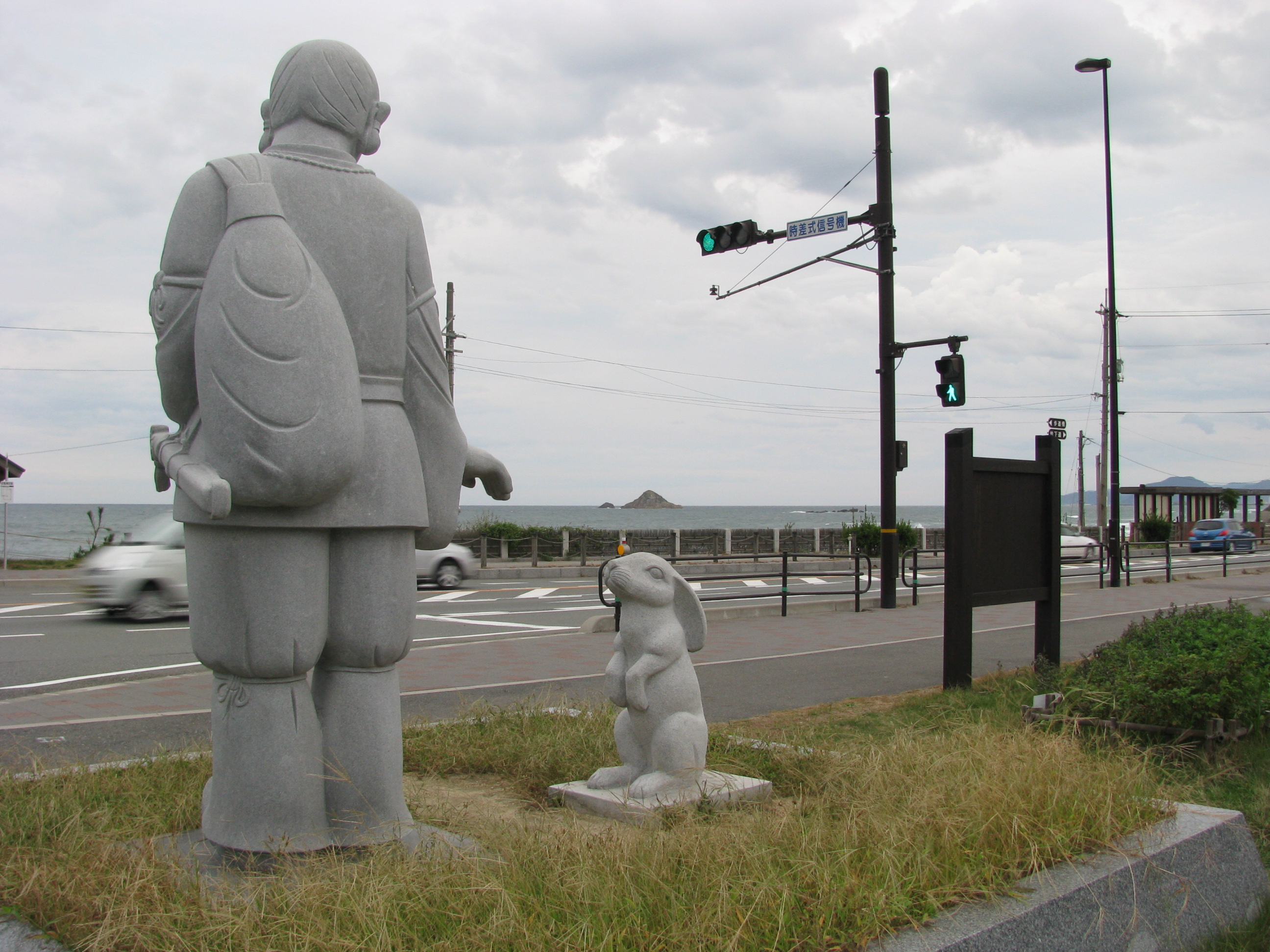
Pomnik zająca z Inaby wraz z Ōkuninushim, stojący w Tottori, w Japonii.